# Moutamba
Moutamba (s’écrit également Mutamba) est la ville de la république du Congo, située dans le département de Niari.